# Gaylord Hotels
Gaylord Hotels – amerykańska sieć hotelowa z dużymi hotelami należąca do Marriott International. Powstała w 2012. Do sieci należy sześć hoteli z łącznie 10 220 pokojami (31 grudnia 2021).

## Historia
Sieć założona przez Ryman Hospitality Properties. W 1996 r. już jako Gaylord Entertainment Company rozbudowuje pierwszy hotel w Nashville w stanie Tennessee do prawie 3 000 pokoi. Wraz z Opryland USA firma zapowiada budowę kolejnego obiektu. 31 maja 2012 Marriott International zgadza się na zakup sieci.

## Hotele
Do sieci należy pięć hoteli tylko w Ameryce Północnej. W Polsce hotele Gaylord nie występują (19 luty 2023).

### Ameryka Północna
- Stany Zjednoczone

- Floryda

- Gaylord Palms Resort & Convention Center

- Kolorado

- Gaylord Rockies Resort & Convention Center

- Maryland

- Gaylord National Resort & Convention Center

- Teksas

- Gaylord Texan Resort & Convention Center

- Tennessee

- Gaylord Opryland Resort & Convention Center

### Planowane hotele
W 2025 w Kalifornii zostanie otworzony hotel Gaylord Pacific Resort & Convention Center.